# Chalisgaon
Chalisgaon es una ciudad y  municipio situada en el distrito de Jalgaon en el estado de Maharashtra (India). Su población es de 97551 habitantes (2011). 

## Demografía
Según el censo de 2011 la población de Chalisgaon era de 97551 habitantes, de los cuales 50737 eran hombres y 46814 eran mujeres. Chalisgaon tiene una tasa media de alfabetización del 85,88%, superior a la media estatal del 82,34%: la alfabetización masculina es del 90,41%, y la alfabetización femenina del 81,02%.